# Literatura azerbejdżańska
Literatura azerska – literatura pisana na obszarze Azerbejdżanu, głównie w języku azerbejdżańskim, należącym do rodziny języków tureckich.

## Charakterystyka ogólna
Specyfika literatury azerbejdżańskiej wynika z położenia geograficznego Azerbejdżanu, jego historii, a przede wszystkim z przynależności do świata kultury islamskiej. Azerbejdżan leży na północ od Iranu (Persji), ale jest zamieszkany przez ludność tureckojęzyczną w szerszym znaczeniu tego słowa. Dawniej, kiedy różnice między poszczególnymi językami tureckimi nie były tak duże, azerbejdżański stanowił dialekt języka tureckiego. Dlatego też Fuzuli jest uważany zarówno za poetę azerbejdżańskiego, jak i tureckiego. Kwestię odrębności literatury azerbejdżańskiej zaciemnia fakt, że na terenie Azerbejdżanu kwitła, podobnie zresztą jak w innych krajach, literatura w języku perskim. Trzeba pamiętać, że w języku perskim tworzyli najwybitniejsi poeci Bliskiego Wschodu Ferdousi, Omar Chajjam, Rumi, Sadi z Szirazu i Hafez. W czasie, gdy Azerbejdżan wchodził w skład Związku Radzieckiego autorzy azerbejdżańscy pisali również po rosyjsku. Niezależnie od języka, w którym były napisane, utwory azerbejdżańskie docierały w wersji rosyjskiej do mieszkańców całego wielonarodowego państwa, jak również do cudzoziemców, władających językiem rosyjskim, a nieznających azerbejdżańskiego.

## Historia
Dla Azerbejdżanu charakterystyczna była literatura ludowa przekazywana ustnie. Najstarszym zabytkiem literatury azerbejdżańskiej jest epos Kitab-i Dede Korkut (Księga Dede Korkuta). Utwór ten powstał prawdopodobnie w wieku X lub XI, ale został spisany dopiero w stuleciu XVI. W wiekach XI i XII na terytorium Azerbejdżanu rozwijała się literatura w języku perskim. Jej rozkwit został przerwany przez najazd Mongołów w wieku XIII. Przetrwała tylko poezja suficka. Jednym z wyróżniających się twórców na przełomie XIV i XV wieku był Säjid Imadäddin Näsimi

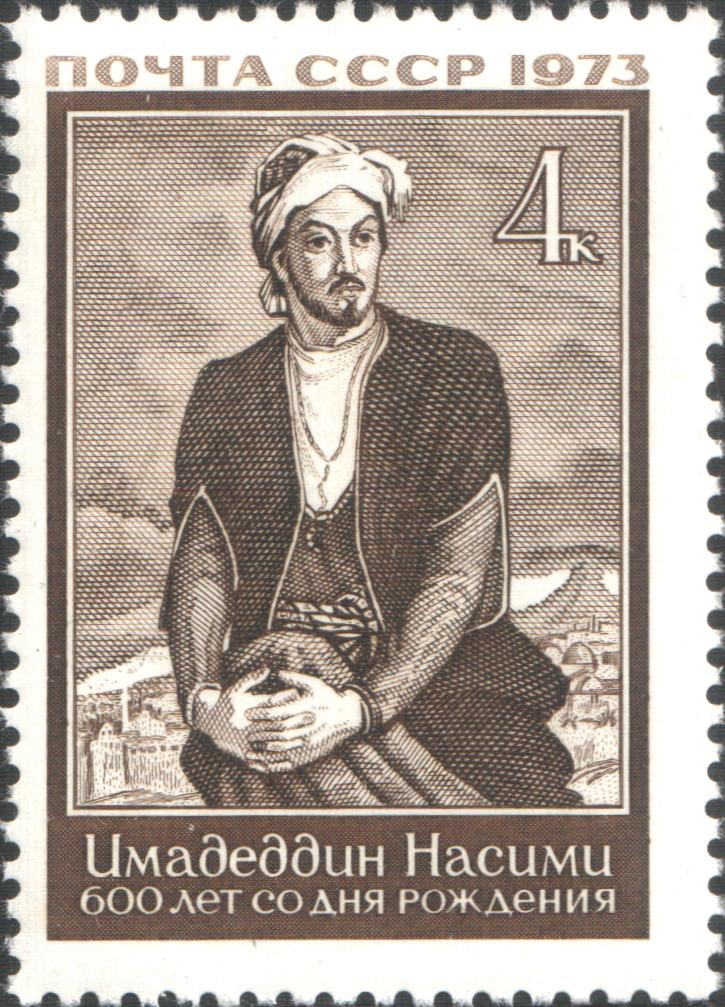
Säjid Imadäddin Näsimi na znaczku pocztowym z czasów ZSRR

Wieki XV i XVI to epoka równoległego rozwoju literatury w języku perskim i w języku azerbejdżańskim. Za twórcę literackiego języka azerbejdżańskiego uchodzi Mehmed ibn Süleyman Fuzuli (1495-1556). Był on autorem między innymi poematów Haszysz i wino oraz Lajla i Madżnun. Fuzuli był twórcą wielojęzycznym. Pisał po azerbejdżańsku, turecku, persku i arabsku. 

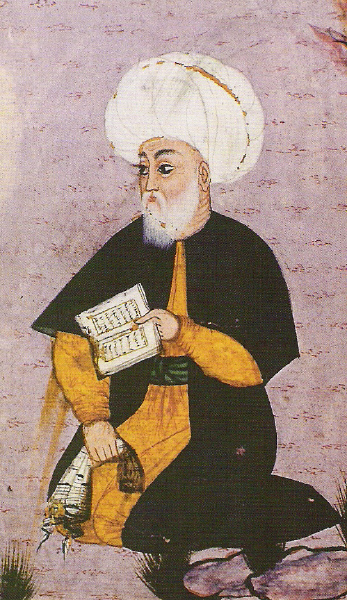
Fuzuli

Jest on uważany za jednego z najwybitniejszych poetów tureckich.
Azerbejdżański jako osobny język, różny od tureckiego, zaistniał dopiero pod koniec XIX wieku.

## Aleksander Chodźko
Duże zasługi dla upowszechnienia wiedzy o literaturze i folklorze Azerbejdżanu położył polski uczony, slawista i orientalista, Aleksander Chodźko (1804-1891). Wydał on anglojęzyczną książkę Specimens of the popular poetry of Persia, as found in the adventures and improvisations of Kurroglou, the bandit-minstrel of northern Persia and in the songs of the people inhabiting the shores of the Caspian Sea, orally collected and translated, with philological and historical notes, która zaznajomiła czytelników w Europie Zachodniej z ludową twórczością azerbejdżańską.

## Przekłady
W języku polskim opublikowano wybór poezji azerbejdżańskiej pod tytułem Złote kamienie. Stanisława Płaskowicka-Rymkiewicz przełożyła poemat Fuzulego Haszysz i wino. Ostatnio wydano przekłady poematów epickich Korogłu i Oguz-chan. Ukazało się też kilka współczesnych powieści azerbejdżańskich.

## Pisarze azerbejdżański i azerbejdżańskiego pochodzenia
- Kamal Abdulla
- Çingiz Abdullayev
- Anar
- Mirzə Fətəli Axundov
- Süleyman Sani Axundov
- Vidadi Babanlı
- Abbasqulu Bakıxanov
- Banin
- Əhməd Cavad
- Hüseyn Cavid
- Yusif Vəzir Çəmənzəminli
- Elçin Əfəndiyev
- Aşıq Ələsgər
- Fuzuli
- Mirzə İbrahimov
- Hamlet İsaxanlı
- Mir Yaqub Mehdiyev
- Cəlil Məmmədquluzadə
- Xurşidbanu Natəvan
- Qəşəm Nəcəfzadə
- Nəriman Nərimanov
- İmadəddin Nəsimi
- Mir Möhsün Nəvvab
- Məmməd Səid Ordubadi
- Əli Qafarov
- Rəsul Rza
- Mirzə Ələkbər Sabir
- Abbas Səhhət
- Abdulla Şaiq
- Nağı bəy Şeyxzamanlı
- Seyid Əzim Şirvani
- İsmayıl Şıxlı
- Saib Təbrizi
- Bəxtiyar Vahabzadə
- Əliağa Vahid
- Molla Pənah Vaqif
- Mirzə Şəfi Vazeh
- Əbdürrəhman Vəzirov
- Molla Vəli Vidadi
- Səməd Vurğun